# 이요한 (1899년)
이요한(李要漢, 1899년 ~ 1988년 3월 29일, 전북 군산)은 대한민국의 정치인이다.

## 학력
- 군산 영명학교(현재의 군산제일고등학교) 졸업

## 약력
- 제헌 국회의원
- 제5대 전라북도지사

## 역대 선거 결과
|  | 48.57% |

|  | 11.74% |

## 참고 자료
- 《대한민국 의정총람》, 국회의원총람발간위원회, 1994년